# Крестовник обыкновенный
Кресто́вник обыкнове́нный (лат. Senecio vulgaris) — травянистое растение, вид рода Крестовник (Senecio) семейства Астровые (Сложноцветные), типовой вид этого рода.
Злостный сорняк, засоряющий посевы. Ядовитое растение. Ранее крестовник обыкновенный использовался в качестве лекарственного растения.
Важный диагностический признак крестовника обыкновенного — отсутствие в его корзинках язычковых цветков.

## Распространение
Растение широко распространено в Евразии — от Северной Африки и европейского побережья Атлантики на западе до Японии на востоке. Как адвентивное растение крестовник обыкновенный встречается также в Северной Америке.
В Средней полосе России встречается во всех областях. Растёт по берегам рек и озёр, по опушкам лесов, а также рядом с жильём, в том числе среди посевов, в огородах, садах и парках, вдоль полотна железной дороги.

## Ботаническое описание
Двулетнее или однолетнее растение (в другой терминологии — яровой или зимующий однолетник) травянистое растение высотой от 10—12 до 40—50 см. Растение слегка мясистое, может быть как путинисто опушённым (волоски простые, не клейкие), так и почти голым.
Стебель прямостоячий, более или менее ветвистый. Как прикорневые, так и нижние стеблевые листья продолговато-лопатчатовидные, по краям зубчатые, длиной от 2 до 10 см и шириной от 0,5 до 2,5 см, рано отмирающие; при основании эти листья сужены в черешок, который может быть как коротким, так и почти равным длине листовой пластинки. Средние стеблевые листья имеют продолговатую или ланцетовидную форму, наверху острые, к основанию суженные, сидячие, длиной от 3 до 11 см и шириной от 0,5 до 2 см; они глубоко выемчато-перисто-лопастные, при этом лопасти могут быть как цельнокрайными, так и неравномерно зубчатыми; иногда листья не разделены на лопасти, а лишь глубоко зубчатые.
Соцветия — корзинки колокольчатой формы, расположенные на концах побегов, длиной от 6 до 8 мм и диаметром около 5 мм, на цветоносах длиной от 1 до 3,5 см, часто наклонённых. У корзинок имеются обёртки из 2—7 наружных листочков, нередко черноватых на верхушке, и большого числа более длинных (обычно в 2—4 раза, иногда в 6 раз) внутренних листочков. Язычковых цветков у крестовника обыкновенного нет, все цветки трубчатые, жёлтой окраски.
Плод — семянка длиной от 2 до 2,5 мм и 0,4×0,5 мм в поперечном сечении. Семянки серые или тёмно-коричневые, продолговатые, с обоих концов немного суженные, с продольными рёбрышками, имеющими иногда золотисто-жёлтую окраску; опушённые — в углублении между рёбрышками имеются короткие прижатые волоски.
Общая продолжительность цветения превышает полгода — цветущие растения можно встретить с весны (апреля, мая) до октября. Время созревания плодов — с июня по октябрь (ноябрь). Длительный период цветения объясняется тем, что взошедшие в разное время семена цветут в разное время. Семена прорастают вскоре после попадания в почву, в результате часть всходов появляется в конце лета — начале осени; эти растения, перезимовав, начинают цвести в конце весны и начале лета; если же семена попадают в почву осенью, всходы появляются весной (в марте—мае, минимальная температура прорастания семян — 2—4 °C) и выросшие из них растения цветут летом и осенью. Одно растение может принести от 1400 до 7200 семянок (по другим данным — до 20 тысяч семянок). Масса тысячи семян — 0,25 г.
Размножение — семенами. Для растения характерна анемохория (то есть распространение при помощи ветра).

## Химический состав, токсичность
В надземной части растения содержатся сенеционин и сенецин — пирролизидиновые алкалоиды, имеющие кровоостанавливающие свойства.
Растение ядовито, что обусловлено содержанием в нём различных ядовитых алкалоидов, которые могут привести к поражению печени с последующим поражением центральной нервной системы. Из домашних животных особенную опасность растение представляет для лошадей. Наблюдались случаи отравления утят при добавлении к их корму размолотых растений крестовника обыкновенного и якобеи обыкновенной (Jacobaea vulgaris) в количестве 10 %.

## Значение и применение
Растение — злостный сорняк пропашных культур (то есть культур, для которых требуются большие площади питания и междурядная обработка почвы), а также огородов. Предпочитает плодородные земли, является растением-индикатором содержания в почве азота.
Экстракт и настой крестовника обыкновенного ранее применяли в гинекологической практике в качестве кровоостанавливающих средств.
100 цветков выделяют 16 мг пыльцы.
Кормление лошадей зелёным кормом с примесью крестовника и выпас на засоренных участках ведут к тяжелым отравлениям.

## Классификация

### Таксономия[10]
Senecio vulgaris L., 1753, Sp. Pl. : 867
Вид Крестовник обыкновенный относится к роду Крестовник семейства Астровые (Asteraceae) порядка Астроцветные (Asterales). Кладограмма в соответствии с Системой APG IV по состоянию на июнь 2023 года:
|  |                                      |  |                                   |                                   |                    |  | ещё 10 семейств | ещё 10 семейств |                         |  |                         |  | еще 1 543 подтвержденных вида и 860 видов, ожидающих подтверждения | еще 1 543 подтвержденных вида и 860 видов, ожидающих подтверждения |  |
|  |                                      |  |                                   |                                   |                    |  | ещё 10 семейств | ещё 10 семейств |                         |  |                         |  | еще 1 543 подтвержденных вида и 860 видов, ожидающих подтверждения | еще 1 543 подтвержденных вида и 860 видов, ожидающих подтверждения |  |
|  |                                      |  |                                   | порядок Зонтикоцветные            |                    |  |                 |                 | род Крестовник          |  |                         |  |                                                                    |                                                                    |  |
|  |                                      |  |                                   | порядок Зонтикоцветные            |                    |  |                 |                 | род Крестовник          |  | 2 внутривидовых таксона |  |                                                                    |                                                                    |  |
|  | отдел Цветковые, или Покрытосеменные |  |                                   |                                   | семейство Астровые |  |                 |                 | Крестовник обыкновенный |  |                         |  |                                                                    |                                                                    |  |
|  | отдел Цветковые, или Покрытосеменные |  |                                   |                                   |                    |  |                 |                 |                         |  |                         |  |                                                                    |                                                                    |  |
|  |                                      |  | ещё 63 порядка цветковых растений | ещё 63 порядка цветковых растений |                    |  |                 | ещё 1787 родов  | ещё 1787 родов          |  |                         |  |                                                                    |                                                                    |  |
|  |                                      |  |                                   | ещё 63 порядка цветковых растений |                    |  |                 |                 | ещё 1787 родов          |  |                         |  |                                                                    |                                                                    |  |

### Внутривидовые таксоны
- Senecio vulgaris subsp. denticulatus (O.F.Müll.) P.D.Sell
- Senecio vulgaris subsp. vulgaris